# 46th Street
46th Street è una fermata della metropolitana di New York situata sulla linea IND Queens Boulevard. Nel 2019 è stata utilizzata da 2 609 445 passeggeri. È servita dalla linea R sempre tranne di notte, dalla linea M durante i giorni feriali esclusa la notte, e dalla linea E solo di notte.

## Storia
La stazione fu aperta il 19 agosto 1933.

## Strutture e impianti
La stazione è sotterranea, ha due banchine laterali e due binari. È posta al di sotto di Broadway e non ha un mezzanino, ognuna delle due banchine ospita infatti due gruppi di tornelli e due scale per il piano stradale, una porta all'incrocio con 46th Street e una a quello con 48th Street.

## Interscambi
La stazione è servita da alcune autolinee gestite da MTA Bus.
- Fermata autobus